# José María Lemus
José María Lemus López  (La Unión, Departamento de La Unión El Salvador, 22 de julio de 1911-San José, Costa Rica, 1 de abril de 1993) fue un militar y político salvadoreño. Fue Presidente Constitucional de El Salvador entre 14 de septiembre de 1956 y 26 de octubre de 1960.

## Biografía
Nació en el Departamento de la Unión el 22 de julio de 1911. Entre 1933 y 1952, hizo su carrera militar llegando al grado de Coronel, contrajo nupcias con Débora Coralia Parraga de Lemus, con el cual procreó 7 hijos. 

## Gobierno de Oscar Osorio
La Administración de Oscar Osorio provocó una enorme admiración, en el pueblo salvadoreño gracias a las políticas reformistas e instituciones creadas durante su gobierno eso le dio un rotundo triunfo a su sucesor el Coronel José María Lemus.

## Proceso de Elecciones
Esta elección para algunos estaría calificándose como fraude electoral, para otros un hecho histórico, ya que desde la dictadura de Martínez, ningún otro presidente electo había ganado con el 90% de los votos electo democráticamente, Lemus tuvo dos contrincantes uno de ellos el Dr. Enrique Magaña Menéndez que era nieto de José Ascencio Menéndez fundador del Partido Acción Renovadora, su otro contrincante fue el Dr. Rafael Ayala Carranza del Partido Constitucional, algunos candidatos fueron rechazados de la contienda electoral como José Alberto Funes del Partido Institucional Democrático, Roberto Canessa del Partido Acción Nacional, y Jose Alvaro Diaz del Partido Democrático Nacionalista.
Fue elegido presidente en las elecciones de 1956, en las que se presentó como candidato único. No pudo continuar las políticas de moderada reforma social de su antecesor Óscar Osorio, por la reducción de los ingresos gubernamentales ante la caída de los precios del café, lo que generó malestar y protestas populares. Fue derrocado el 26 de octubre de 1960 antes de terminar el período constitucional de 6 años, para el que había sido elegido, de acuerdo a la constitución de 1950.

## Administración de José María Lemus
Según se comenta José María Lemus tuvo fuertes diferencias con su antecesor lo cual provocó una ruptura temprana en el PRUD ya que José María Lemus opto en formar su propio gabinete el cual Osorio dijo que formara el que el le había propuesto, ya que según el había personas a fines a la oligarquía salvadoreña y con más capacidad ante esto Lemus hizo caso omiso de la petición de Osorio. 
Su gobierno, de carácter liberal, permitió el regreso de exiliados y la liberación de numerosos presos políticos, su carácter humanitario, demócrata y solidario le permitieron desarrollar importantes obras para el país, principalmente en infraestructura y obras comunitarias y religiosas.  
El presidente José María Lemus profundizó en la vía reformista de su antecesor, aunque a la potestad acabaría reprimiendo los movimientos populares que él mismo había estimulado.

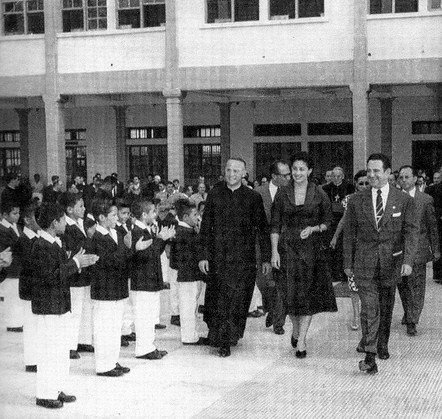
Jose maria lemuz visitando el nuevo edificio del liceo salvadoreño

José María Lemus, teniente coronel y Presidente de la República desde sept.1956 hasta su derrocamiento en oct.1960, en el llamado “Madrugón De Los Compadres”.
Librepensador,  impulsó la educación de las clases más bajas del país, apoyó las organizaciones sociales, sobre todo de mujeres y de bienestar social como la Cruz Roja Salvadoreña. Fomentó la educación de los soldados y realzó el orgullo militar.
Recibió varias condecoraciones entre ellas la Orden Bolivariana de Venezuela, la Medalla de la Cruz Roja Cubana y condecoraciones por parte del Papa Juan XXIII y Pio XII.
Brillante militar e intelectual, destacó por su don de entender a la gente y fue ampliamente reconocido estatal, internacional, regional y mundialmente.
Su gobierno tuvo que lidiar con las constantes manifestaciones de algunos estudiantes de la Universidad de El Salvador la cual Lemus ordenaría cerrarla por pocos días se sospecha que el rector de dicha universidad fue agredido ante este hecho, Lemus tuvo que lidiar con manifestaciones de dichos sectores civiles y empresariales algunas manifestaciones eran dirigidas por Oscar Osorio, la cual el gobierno las reprimía a través del cuerpo de bomberos, el gobierno de Lemus estuvo involucrado el rápido degaste de su gobierno debido a la crisis de los precios del café, de la economía y la constante represión lo cual terminaría con un golpe de Estado a tan solo un año de dejar su cargo. Luego de su exilio, se asiló en Costa Rica donde gozó del aprecio y respeto de los políticos e intelectuales costarricenses hasta su muerte el 31 de marzo de 1993. Sus restos reposan en la Ciudad de Heredia, donde fue enterrado con ceremonia de jefe de Estado.

## Leyes
Durante su gobierno se promulgó la Ley de Inquilinato, todavía en vigencia, con la que se pretendía regular aumentos de renta, plazo de propietarios para hacer contratos a quienes alquilan propiedades y multas por no abrir contratos legales al inicio de alquiler de casas.

## Ascensos militares
- A subteniente, el 20 de octubre de 1933
- A teniente, el 29 de septiembre de 1936
- A capitán, el 29 de marzo de 1940
- A capitán mayor, el 3 de abril de 1945
- A teniente coronel, el 5 de abril de 1952

| Predecesor: Oscar Osorio | Presidente de El Salvador 14 de septiembre de 1956-26 de octubre de 1960 | Sucesor: Junta de Gobierno |

- Datos: Q637768
- Multimedia: José María Lemus / Q637768